# EM.TV

Logo der EM.TV AG

Die EM.TV AG war ein deutscher Medienkonzern, der im Jahr 1989 gegründet wurde. Im Oktober 1997 folgte der Börsengang des Unternehmens. Der Ausgabepreis der Aktien betrug umgerechnet 35 Cent. Im Dezember 1998 gründete EM.TV gemeinsam mit der Kirch-Gruppe das Unternehmen Junior TV. Im Februar 2000 übernahm EM.TV für 1,3 Milliarden D-Mark die Jim Henson Company; der Kaufpreis galt als überhöht. Im Jahr 2000 wurden die Aktien an der Börse für 120 Euro gehandelt. Im März 2000 erwarb EM.TV für 3,3 Milliarden Mark eine 50-prozentige Beteiligung an der Formel-1-Vermarktung. Durch eine Reihe von Management-Fehlern machte das Unternehmen in den folgenden Jahren große Verluste. Im Mai 2003 erfolgte der Verkauf der verlustreichen Jim Henson Company für einen Bruchteil des Kaufpreises.
Ein Teil des Unternehmens findet sich heute in der Sport1 Medien AG, von 2009 bis Anfang 2020 Constantin Medien AG und davor ab 2007 EM.Sport Media AG wieder.
Thomas Haffa und Florian Haffa wurden in der Folge vom Landgericht München zu Geldstrafen wegen unrichtiger Darstellung und Kursbetrug verurteilt.